# Jacques Clancy
Pour les articles homonymes, voir Clancy.
Jacques Clancy (Jacques, Michel Clancy) est un comédien français, né à Eysines quartier du Vigean, en Gironde, le 17 mai 1920 et décédé le 24 mai 2012 à Marseille. D'après le site Landru Cimetières, il a été inhumé au cimetière de Tresses en Gironde.

## Biographie
Il est le fils de Donald Francis Clancy né en 1892 aux États-Unis, employé de commerce, et de Marguerite Lucienne Dijeau, née en 1897. Il épouse Micheline Lise Buire le 22 novembre 1939 à Paris (16ème) et en secondes noces Geneviève Tancelin le 18 décembre 1967 à Paris (5ème).
Il est pensionnaire de la Comédie-Française entre 1946 et 1953, il y présente également des mises en scène. Il a suivi Louis Jouvet lors de sa tournée en Amérique latine. Lorsqu'il est question en 1968, d'ouvrir le Centre expérimental de Vincennes (la future université de Paris 8), Jacques Clancy est désigné pour créer, avec André Veinstein, le département Théâtre. Il y invitera les Bread and Puppet Theatre et le Living Theatre. Il a été élu premier vice-président de l'Université de Paris 8-Vincennes à Saint-Denis (1981-1986). En 1986, il prend sa retraite.

## Filmographie
- 1938 : Carrefour de Kurt Bernhardt
- 1945 : Un ami viendra ce soir de Raymond Bernard - Jacques Leroy
- 1950 : Sous le ciel de Paris de Julien Duvivier - Armand Maistre
- 1951 : Caroline chérie de Richard Pottier - Georges Berthier
- 1951 : Deux sous de violettes de Jean Anouilh - André Delgrange
- 1952 : Le Gantelet vert - "The green glove" de Rudy Maté et Louis A. Pascal - Ivan
- 1952 : La dame aux camélias de Raymond Bernard - Gaston Rieux
- 1954 : Le Rouge et le Noir de Claude Autant-Lara
- 1955 : Impasse des vertus de Pierre Méré - Le docteur Alain Delaunay
- 1955 : Marguerite de la nuit de Claude Autant-Lara - Angelo
- 1956 : Un matin comme les autres de Yannick Bellon - court métrage - Le commissaire
- 1957 : En cas de malheur de Claude Autant-Lara - Maître Duret, l'assistant de l'avocat Maître Gobillot

## Théâtre
- 1939 : Asmodée de François Mauriac m.e.s. Jacques Copeau - Harry Fanning
- 1942 : On ne badine pas avec l'amour d'Alfred de Musset, mise en scène Louis Jouvet, Tournée en Amérique latine
- 1949 : Jeanne la Folle de François Aman-Jean, mise en scène Jean Meyer, Comédie-Française au Théâtre de l'Odéon
- 1950 : La Belle Aventure de Gaston Arman de Caillavet, Robert de Flers et Étienne Rey, mise en scène Jean Debucourt, Comédie-Française
- 1950 : Les Sincères de Marivaux, mise en scène Véra Korène, Comédie-Française
- 1957 : Histoire de rire d'Armand Salacrou, mise en scène Jean Meyer,   Théâtre des Célestins